# Mantova Challenger 2006
Il Mantova Challenger 2006 è stato un torneo di tennis facente parte della categoria ATP Challenger Series nell'ambito dell'ATP Challenger Series 2006. Il torneo si è giocato a Mantova in Italia dal 10 al 16 luglio 2006 su campi in terra rossa.

## Vincitori

### Singolare
Cristian Villagrán ha battuto in finale  Giorgio Galimberti con il punteggio di 6–2, 5–7, 6–4

### Doppio
Pablo Andújar /  Marcel Granollers hanno battuto in finale  Alessandro Motti /  Daniel Muñoz de la Nava con il punteggio di 6–3, 5–7, [10–7]